# Leiobunum
Łabuń (Leiobunum) – rodzaj kosarzy z podrzędu Eupnoi i rodziny Sclerosomatidae. Licząc ponad 130 opisanych gatunków jest trzecim najliczniejszym rodzajem kosarzy.

## Budowa ciała
Ciało w zarysie owalne. Oskórek miękki, nieco skórzasty. Bruzdy na głowotułowiu i trzech ostatnich segmentach odwłoka bardzo wyraźne. Na pierwszych segmentach odwłoka słabo lub w ogóle nie widoczne. Przednie i boczne obrzeża głowotułowia gładkie. Pory boczne małe, owalne i obrzeżone.

## Występowanie
Przedstawiciele rodzaju są szeroko rozprzestrzenieni na półkuli północnej. Występują w Ameryce Północnej od Gwatemali po Kanadę, Eurazji oraz Afryce Północnej. W Europie występuje 14 gatunków, z czego z Polski wykazano 5:
- L. blackwalli Meade, 1861
- L. limbatum L. Koch, 1861 – łabuń długonogi
- L. rotundum (Latreille, 1798)
- L. rupestre (Herbst, 1799)
- L. tisciae Avram, 1968

## Systematyka
Opisano dotąd 132 gatunki kosarzy z tego rodzaju:
| - Leiobunum annulipes Banks, 1909 - Leiobunum albigenium Sorensen, 1911 - Leiobunum alvarezi Goodnight & Goodnight, 1945 - Leiobunum anatolicum Roewer, 1957 - Leiobunum annulatum Walker, 1930 - Leiobunum aurugineum Crosby & Bishop, 1924 - Leiobunum bicolor (Wood, 1870) - Leiobunum bifrons Roewer, 1957 - Leiobunum bimaculatum Banks, 1893 - Leiobunum biseriatum Roewer, 1910 - Leiobunum biseriatum biseriatum Roewer, 1910 - Leiobunum biseriatum defectivum Rambla, 1959 - Leiobunum blackwalli Meade, 1861 - Leiobunum bogerti Goodnight & Goodnight, 1942 - Leiobunum bolivari Goodnight & Goodnight, 1945 - Leiobunum bracchiolum C.R.McGhee, 1977 - Leiobunum bruchi Mello-Leitão, 1933 - Leiobunum brunnea Walker, 1930 - Leiobunum calcar (Wood, 1870) - Leiobunum caporiacci Roewer, 1957 - Leiobunum coccineum Simon, 1878 - Leiobunum colimae Goodnight & Goodnight, 1945 - Leiobunum consimile Banks, 1900 - Leiobunum crassipalpe Banks, 1909 - Leiobunum cretatum Crosby & Bishop, 1924 - Leiobunum cupreum Simon, 1878 - Leiobunum curvipalpi Roewer, 1910 - Leiobunum cypricum Roewer, 1957 - Leiobunum davisi (Goodnight & Goodnight, 1942) - Leiobunum denticulatum Banks, 1900 - Leiobunum depressum Davis, 1934 - Leiobunum desertum Goodnight & Goodnight, 1944 - Leiobunum dromedarium F.O.Pickard-Cambridge, 1904 - Leiobunum ephippiatum Roewer, 1910 - Leiobunum escondidum Chamberlin, 1925 - Leiobunum exillipes (Wood, 1878) - Leiobunum flavum Banks, 1894 - Leiobunum flavum flavum Banks, 1894 - Leiobunum flavum leiopenis Davis, 1934 - Leiobunum formosum (Wood, 1870) - Leiobunum fuscum Roewer, 1910 - Leiobunum ghigii Caporiacco, 1929 - Leiobunum globosum Suzuki, 1953 - Leiobunum glabrum L.Koch, 1869 - Leiobunum gordoni Goodnight & Goodnight, 1945 - Leiobunum gruberi Karaman, 1996 - Leiobunum guerreoensis Goodnight & Goodnight, 1946 - Leiobunum hedini Roewer, 1936 - Leiobunum heinrichi Roewer, 1957 - Leiobunum hiasai Suzuki, 1976 - Leiobunum hikocola Suzuki, 1966 - Leiobunum hiraiwai (Sato & Suzuki, 1939) - Leiobunum hiraiwai hiraiwai (Sato & Suzuki, 1939) - Leiobunum hiraiwai fuji Suzuki, 1976 - Leiobunum hiraiwai izuense Suzuki, 1976 - Leiobunum hiraiwai longum Suzuki, 1976 - Leiobunum hiraiwai shiranense Suzuki, 1976 - Leiobunum holtae McGhee, 1977 - Leiobunum hongkongium Roewer, 1957 - Leiobunum hoogstraali Goodnight & Goodnight, 1942 - Leiobunum knighti Goodnight & Goodnight, 1942 - Leiobunum humile Koch, 1876 - † Leiobunum inclusum Roewer, 1939 - Leiobunum insignitum Roewer, 1910 - Leiobunum insulare Roewer, 1957 - Leiobunum ischionotatum (Dugès, 1884) - Leiobunum ischionotatum ischionotatum (Dugès, 1884) - Leiobunum ischionotatum luteovittatum Roewer, 1912 - Leiobunum japanense (Müller, 1914) - Leiobunum japanense japanense (Müller, 1914) - Leiobunum japanense japonicum (Suzuki, 1940) - Leiobunum japanense uenoi Suzuki, 1964 | - Leiobunum japonicum (Müller, 1914) - Leiobunum kohyai Suzuki, 1953 - Leiobunum limbatum L.Koch, 1861 - Leiobunum lindbergi Roewer, 1959 - Leiobunum longipes Weed, 1890 - Leiobunum longipes longipes Weed, 1890 - Leiobunum longipes aldrichi Weed, 1893 - Leiobunum lusitanicum Roewer, 1923 - Leiobunum manubriatum (Karsch, 1881) - Leiobunum marmoratum F.O.Pickard-Cambridge, 1904 - Leiobunum maximum Roewer, 1910 - Leiobunum maximum maximum Roewer, 1910 - Leiobunum maximum distinctum Suzuki, 1973 - Leiobunum maximum formosum Suzuki, 1976 - Leiobunum maximum yushan Suzuki, 1976 - Leiobunum mesopunctatum Goodnight & Goodnight, 1942 - Leiobunum metallicum Roewer, 1932 - Leiobunum mexicanum Banks, 1898 - Leiobunum mirum Roewer, 1957 - Leiobunum montanum Suzuki, 1953 - Leiobunum montanum montanum Suzuki, 1953 - Leiobunum montanum sobosanum Suzuki, 1976 - Leiobunum nigrigenum Goodnight & Goodnight, 1945 - Leiobunum nigripes Weed, 1887 - Leiobunum nigripalpe (Simon, 1879) - Leiobunum nigropalpi (Wood, 1870) - Leiobunum nycticorpum Goodnight & Goodnight, 1942 - Leiobunum oharai N. Tsurusaki, 1991 - Leiobunum paessleri Roewer, 1910 - Leiobunum patzquarum Goodnight & Goodnight, 1942 - Leiobunum peninsulare Davis, 1934 - Leiobunum politum Weed, 1890 - Leiobunum politum politum Weed, 1890 - Leiobunum politum magnum Weed, 1893 - Leiobunum potanini (Schenkel, 1963) - Leiobunum potosum Goodnight & Goodnight, 1942 - Leiobunum relictum Davis, 1934 - Leiobunum religiosum (Simon, 1879) - Leiobunum roseum C.L.Koch, in Hahn & C.L.Koch 1848 - Leiobunum rotundum (Latreille, 1798) - Leiobunum royali Goodnight & Goodnight, 1946 - Leiobunum rubrum Suzuki, 1966 - Leiobunum rumelicum Silhavý, 1965 - Leiobunum rupestre (Herbst, 1799) - Leiobunum sadoense N. Tsurusaki, 1982 - † Leiobunum sarapum Menge, 1854 - Leiobunum seriatum Simon, 1878 - Leiobunum seriepunctatum Doleschall, 1852 - Leiobunum simplum Suzuki, 1976 - Leiobunum socialissimum C.L.Koch, 1873 - Leiobunum soproniense Szalay, 1951 - Leiobunum speciosum Banks, 1900 - Leiobunum supracheliceralis Roewer, 1957 - Leiobunum tamanum Suzuki, 1958 - Leiobunum tascum Goodnight & Goodnight, 1945 - Leiobunum tohokuense Suzuki, 1976 - Leiobunum townsendi Weed, 1893 - Leiobunum trimaculatum Goodnight & Goodnight, 1943 - Leiobunum tsushimense Suzuki, 1976 - Leiobunum uxioum Crosby & Bishop, 1924 - Leiobunum ventricosum (Wood, 1870) - Leiobunum ventricosum ventricosum (Wood, 1870) - Leiobunum ventricosum hiemale (Weed, 1890) - Leiobunum ventricosum floridanum Davis, 1934 - Leiobunum veracruzensis Goodnight & Goodnight, 1947 - Leiobunum viridorsum Goodnight & Goodnight, 1942 - Leiobunum verrucosum (Wood, 1870) - Leiobunum vittatum (Say, 1821) - Leiobunum vittatum vittatum (Say, 1821) - Leiobunum vittatum dorsatum Say, 1821 - Leiobunum vittatum minor Weed, 1892 - Leiobunum wegneri Silhavý, 1976 - Leiobunum zimmermani Roewer, 1952 |